# Pholcus afghanus
Pholcus afghanus là một loài nhện trong họ Pholcidae. Loài này được phát hiện ở Afghanistan.